# Qinghai
Qinghai (kinesisk skrift: 青海, pinyin: Qīnghǎi, ellers romaniseret også Ch'ing-hai eller Tsinghai) er en provins i Folkerepublikken Kina, opkaldt efter den store Qinghai-søen. 
Den kinesiske enkelttegnsforkortelse er 青 for Qing. Provinshovedstaden er Xining.
Provinsen grænser til Gansu i nordøst, den autonome region Xinjiang i nordvest, Sichuan i sydøst, og den autonome region Tibet i sydvest.
Det meste af Qinghai består af områder fra de traditionelle tibetanske provinser Kham og Amdo. Den er fødested og hjemsted til en række fremtrædende tibetanske skikkelser op gennem historien, blandt dem flere af Dalai Lamaerne.  
Provinsen har et areal på cirka 721.000 kvadratkilometer, og en befolkning på  5.570.000  indbyggere (2009). 

## Historie
Størstedelen af området var tidligere provinserne Kham og Amdo i det historiske Tibet. I 1928 blev området en provins i det daværende Republikken Kina.

## Administrative enheder
Qinghai er inddelt i 8 enheder på præfekturniveau (Et bypræfektur, et præfektur og 6 autonome præfekturer)
| Kort | Kort                               | Kort                 | Kort                            | Kort                | Kort               | Kort |
| ---- | ---------------------------------- | -------------------- | ------------------------------- | ------------------- | ------------------ | ---- |
|      |                                    |                      |                                 |                     |                    |      |
| #    | Navn                               | Hanzi                | Pinyin                          | Administrativt sæde | Type               |      |
| 1    | Haixi (For mongoler og tibetanere) | 海西蒙古族藏族自治州 | Hǎixī Měnggǔzú Zàngzú Zìzhìzhōu | Delingha            | Autonomt præfektur |      |
| 2    | Haibei (For tibetanerne)           | 海北藏族自治州       | Hǎiběi Zàngzú Zìzhìzhōu         | Haiyan              | Autonomt præfektur |      |
| 3    | Xining                             | 西宁市               | Xīníng Shì                      | Chengzhong          | Bypræfektur        |      |
| 4    | Haidong                            | 海东地区             | Hǎidōng Dìqū                    | Ping'an             | Præfektur          |      |
| 5    | Hainan (For tibetanerne)           | 海南藏族自治州       | Hǎinán Zàngzú Zìzhìzhōu         | Gonghe              | Autonomt præfektur |      |
| 6    | Huangnan (For tibetanerne)         | 黄南藏族自治州       | Huángnán Zàngzú Zìzhìzhōu       | Tongren             | Autonomt præfektur |      |
| 7    | Yushu (For tibetanerne)            | 玉树藏族自治州       | Yùshù Zàngzú Zìzhìzhōu          | Yushu               | Autonomt præfektur |      |
| 8    | Golog (For tibetanerne)            | 果洛藏族自治州       | Guǒluò Zàngzú Zìzhìzhōu         | Maqên               | Autonomt præfektur |      |

Disse 8 enheder på præfekturniveau er inddelt i 43 enheder på amtsniveau (4 distrikter, 2 byamter, 30 amter og 7 autonome amter). Disse er igen inddelt i 429 enheder på kommuneniveau (115 bykommuner (towns), 253 kommuner (townships), 30 etniske kommuner (ethnic townships) og 31 subdistrikter).

## Myndigheder
Den regionale leder i Kinas kommunistiske parti er Wang Jianjun. Guvernør er Xin Changxing, pr. 2021.
- Wikimedia Commons har flere filer relateret til Qinghai

35°N 96°Ø / 35°N 96°Ø